# Grande comète de janvier 1910
La grande comète de janvier 1910 (C/1910 A1) est une comète qui fut tout d'abord visible en Afrique du Sud en janvier 1910.

## Découverte
De nombreuses personnes « découvrirent » la comète un peu partout dans l'hémisphère sud, mais il semble que le premier témoignage documenté est celui d'un groupe de mineurs de la région du Transvaal qui la repèrent à l’œil nu le 12 janvier 1910. Le premier scientifique à l'observer est l'astronome écossais Robert Innes, à l'Observatoire du Transvaal de Johannesburg le 17 janvier, après avoir été alerté deux jours auparavant par un éditorialiste du Johannesburg Newspaper.
La comète atteint son périhélie le 17 janvier et devient visible à l’œil nu en plein jour. Après le passage au périhélie, bien que sa brillance décline, elle devient un spectacle superbe dans l'hémisphère nord au crépuscule, avec une queue nettement courbée s'étalant sur 50 degrés au début de février.
Elle devient visible en Europe quelques jours après sa découverte, avec une queue d'environ 40 degrés et une magnitude minimale (c'est-à-dire une brillance maximale) de -4.

## Confusion avec la comète de Halley
Cette comète fut confondue avec la comète de Halley, dont le retour était attendu cette année-là. Cette dernière ne commença à être observable à l'œil nu qu'à la fin du mois d'avril.

## Calcul de son orbite
La 3e loi de Kepler permet de calculer son prochain passage au périhélie (si sa trajectoire n'est pas modifiée par l'attraction gravitationnelle d'autres étoiles) dans un peu plus de 4,1 millions d'années.